# Nicolas Vleughels

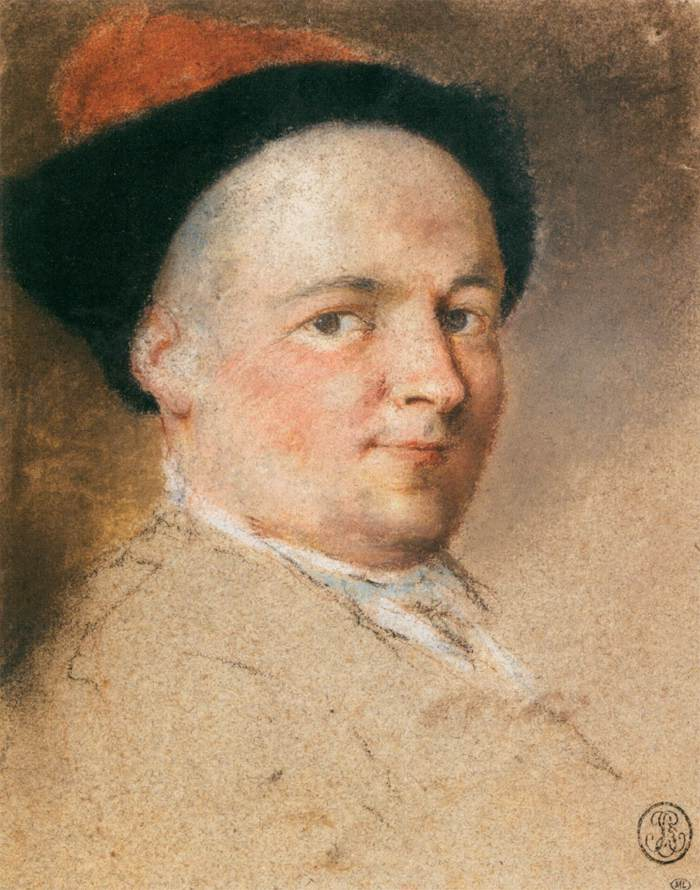
Selbstporträt, um 1714

Nicolas Vleughels (* 6. Dezember 1668 in Paris; † 11. Dezember 1737 in Rom) war ein französischer Maler des Barock.
Vleughels war von 1725 bis 1737 Direktor der Académie de France à Rome in Rom. Als Maler war er unter anderem für mythologische und historische Gemälde bekannt.

## Werke (Auswahl)

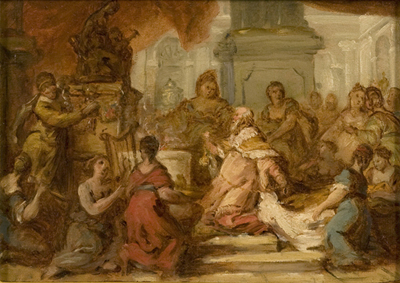
Die Idolatrie von Salomo
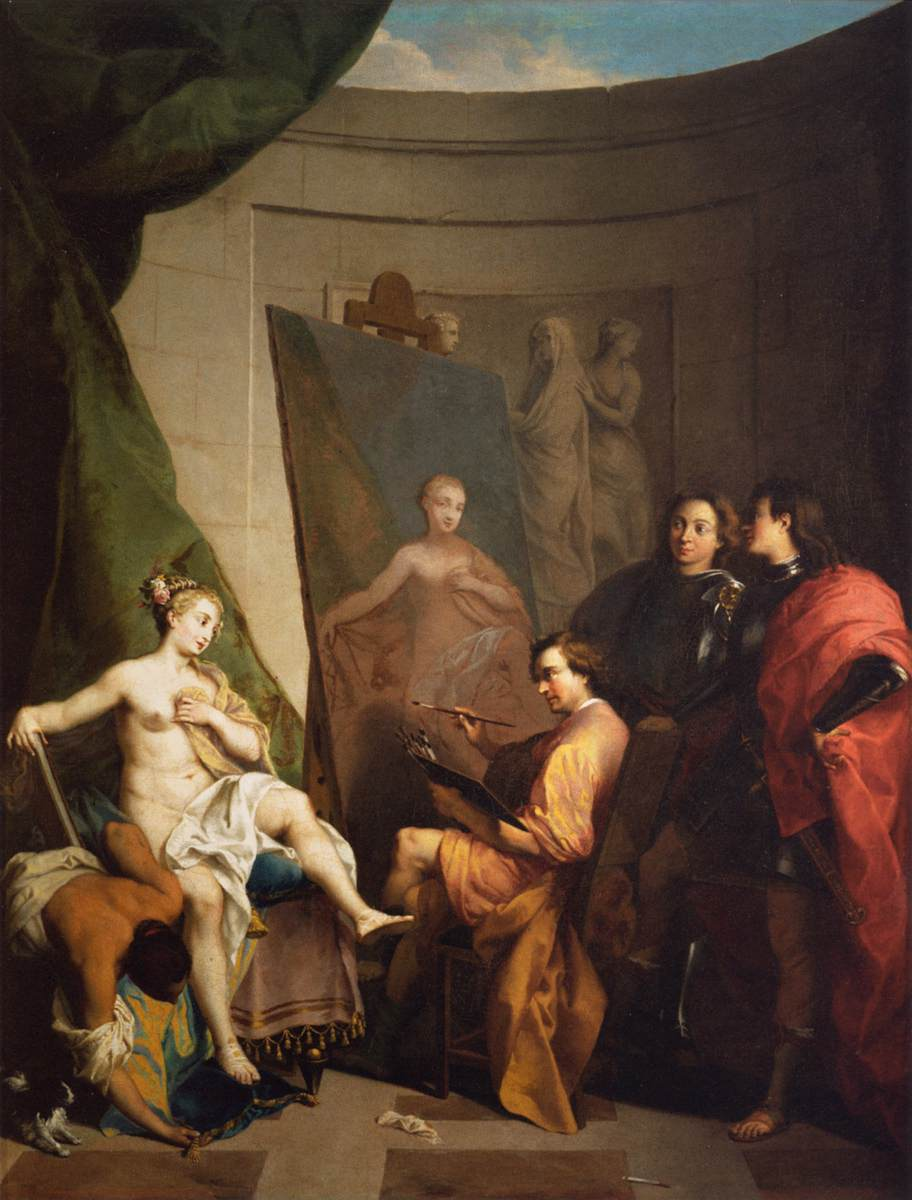
Apelles malt Kampaspe, 1716
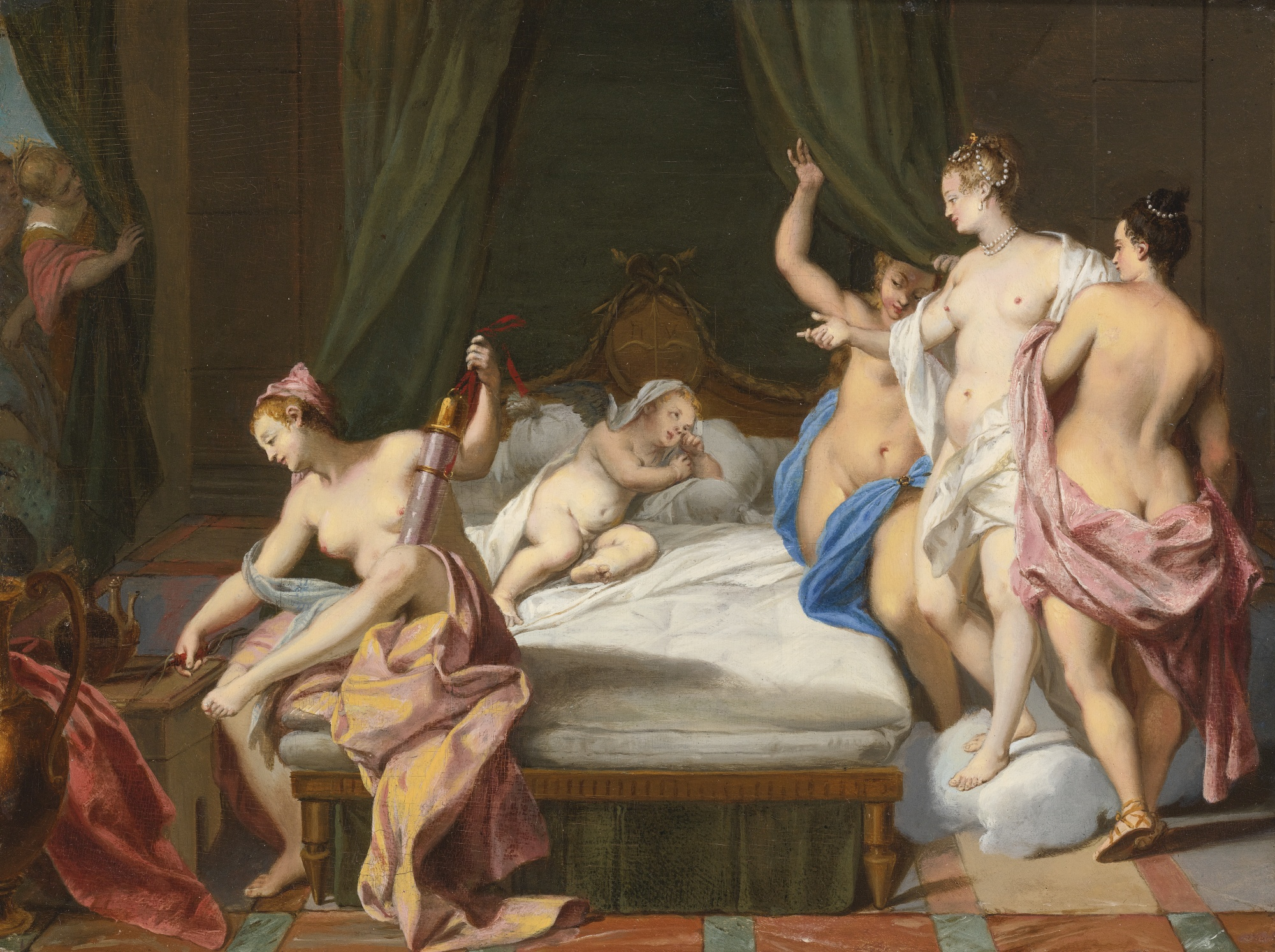
Venus und die drei Grazien mit Cupidus, 1725